# دفاتر تجارتی
دفاتر تجارتی، دفاتری هستند که تجّار اعم از شخص حقیقی یا حقوقی ملزم به نگهداری و ثبت اطلاعات در آن هستند.

## انواع دفاتر تجارتی[۲]
- دفتر روزنامه: دفتری است که تاجر باید همه‌روزه مطالبات و دیون و دادوستد تجاری و معاملات راجع به اوراق بهادار از قبیل خرید و فروش و ظهرنویسی و به‌طور کلی جمیع واردات و صادرات تجارتی را به هر اسم و رسمی که باشد و وجوهی را که برای مخارج شخصی خود برداشت می‌کند در آن ثبت نماید.
- دفتر کل: تصویر کلی یا خلاصه‌ای تفکیک شده از دفتر روزنامه است که در آن معاملات تاجر اعم از خرید، فروش، مطالبات یا دیون تحت نظم و عنوان حساب‌های مشخص، به ترتیب وقوع به ثبت می‌رسد.
- دفتر دارائی: دفتری است که تاجر باید هر سال صورت جامعه‌ای از کلیه دارائی منقول و غیرمنقول و دیون و مطالبات سال گذشته خود را به ریز ترتیب داده در آن دفتر ثبت و امضا نماید و این کار باید تا پانزدهم فروردین سال بعد انجام پذیرد.

امروزه عملاً در بنگاه‌های تجارتی این دفاتر به علت آن‌که عملیات سالیانه تاجر یا شرکت تجارتی به صورت ترازنامه تنظیم می‌گردد، اهمیت خود را از دست داده است.
- دفتر کپیه: در این دفتر برابر ماده ۱۰ قانون تجارت باید کلیه مراسلات و مخابرات و صورت حساب‌های صادره تاجر یا شرکت تجارتی به ترتیب تاریخ، ثبت گردد و همچنین بنا به تبصره ماده مذکور کلیه مرسلات و مخابرات و صورت حساب‌های وارده نیز باید به ترتیب تاریخ ورود، مرتب و در پوشه مخصوص ضبط گردد.

امروزه بنگاه‌های تجارتی از سیستم تایپ و بایگانی پیشرفته به جای دفتر کپیه استفاده می‌نمایند.